# Rosularia elymaitica
Rosularia elymaitica là một loài thực vật có hoa trong họ Crassulaceae. Loài này được (Boissier & Haussknecht) A. Berger miêu tả khoa học đầu tiên năm 1930.